# Фонтан «Рахиль»
Фонтан «Рахиль» (ранее  «Гречанка») — фонтан (один из пяти), приобретённый и установленный Петром Ионовичем Губониным в парке принадлежащего ему комплекса гостиниц в Гурзуфе в 1890 году.

## Описание
Один из главных элементов оформления парка, расположенный в южной, приморской, части парка санатория «Гурзуфский». Памятник искусства регионального значения.
Представляет собой классическую античную колонну с каннелюрами без капители, увенчанную женской фигурой с кувшином над головой, из которого вытекает струя воды. Колонна стоит на цоколе, ориентированном по сторонам света. Относительно маскаронов, украшающих грани цоколя, существуют разные трактовки. На сайте культурного наследия России утверждается, что на них изображены Тритоны, по другой — лики дующих ветров: северного Борея, южного Нота, западного Зефира и восточного Эвра (Евра). Грани нижней части постамента украшены декоративными картами. Вся композиция фонтана отлита из металла.

## История
Общепринято полагать, что приобретён фонтан на проходившей в 1882 году в Москве Всероссийской художественно-промышленной выставке у крупной польской фирмы по производству металлических изделий Лильпоп, Рау и Левенштейн. Это продукт механического завода в Варшаве, производившего оборудование для железных дорог. Сама скульптура служила, скорее, рекламным украшением и стояла на газоне слева от павильона фирмы. В изданной в 1890 году книге доктора медицины Владимира Алексеевича Щепетова «Гурзуф на Южном берегу Крыма и его лечебные средства» написано
…фонтан «Гречанка»… приобретенный с Московской выставки…сажень четырёх вышины. Он представляет собой высокую колонну, вверху украшенную художественно исполненной женской фигурой, наклонившей кувшин, из которого и струится вода.
По другой версии фонтан создан неизвестным мастером в конце XIX века по заказу П. И. Губонина
Фонтан «Рахиль», как памятник истории и культуры Украины, упоминается в академическом каталоге-справочнике 1987 года «Памятники истории и культуры Украинской ССР». Постановлением Совета министров Республики Крым № 627 от 20 декабря 2016 года фонтан «Рахиль» отнесён к объектов культурного наследия регионального значения.